# Pachnoda thoracica
Pachnoda thoracica är en skalbaggsart som beskrevs av Fabricius 1775. Pachnoda thoracica ingår i släktet Pachnoda och familjen Cetoniidae. Inga underarter finns listade i Catalogue of Life.